# Уайт, Уилли (легкоатлетка)
Уилли Браун Уайт (англ. Willye Brown White; 31 декабря 1939, Мани, Миссисипи — 6 февраля 2007, Чикаго) — американская легкоатлетка, специализировавшаяся в прыжке в длину и беге на короткие дистанции. Двукратный серебряный призёр Олимпийских игр (1956 — прыжок в длину, 1964 — эстафета 4 × 100), двукратная чемпионка Панамериканских игр 1963 года, 7-кратная рекордсменка и 13-кратная чемпионка США в прыжке в длину, участница двух мировых рекордов в эстафете 4 × 100 в составе сборной США. Член Олимпийского и Паралимпийского зала славы США и Зала славы лёгкой атлетики США.

## Биография
Уилли Уайт родилась в Мани (Миссисипи) и выросла в Гринвуде, где жили её дедушка и бабушка. детства работала на уборке хлопка, получая по 2 доллара в день. Начала заниматься лёгкой атлетикой с 10 лет, вначале как спринтер, а затем сосредоточившись на прыжках в длину.
В 1956 году, будучи ученицей средней школы Брод-Стрит, установила рекорд по прыжкам в длину среди школьниц на соревнованиях Союза спортсменов-любителей (англ. Amateur Athletic Union) — 5,64 м. На национальном предолимпийском отборе улучшила собственный результат и с показателем 5,89 м заняла второе место после действующей рекордсменки США Маргарет Мэтьюз. На Олимпийских играх в Мельбурне, однако, Мэтьюз не вышла в финал, тогда как Уайт снова обновила личный рекорд и с результатом 6,00 м стала финалисткой, в итоге завоевав серебряную медаль. В финале результат Уайт составил 6,09 м, что стало новым рекордом США. На следующий год, в выпускном классе школы, она завоевала звание чемпионки AAU.
По окончании школы поступила в Университет штата Теннесси, где занималась под руководством будущего члена Зала славы лёгкой атлетики США Эда Темпла. В 1959 году стала бронзовой медалисткой в прыжке в длину на Панамериканских играх в Чикаго, а в 1960 году переехала в Чикаго, где нашла работу медсестрой. С 1965 года занимала должность администратора общественного здравоохранения в департаменте здравоохранения Чикаго. Поскольку высшее образование Уайт оставалось неоконченным, она поступила в Чикагский государственный университет, окончив его в 1976 году со степенью бакалавра. Позже занимала должность директора по организации отдыха и развлечений в городской администрации.
Одновременно с работой в системе здравоохранения Уайт продолжала спортивную карьеру. Она участвовала ещё в четырёх Олимпийских играх с 1960 по 1972 год, став первой американкой — участницей пяти Олимпиад. Хотя медалей в прыжке в длину ей завоевать больше не удалось, она стала серебряным призёром Олимпиады 1964 года в Токио в составе сборной США в эстафете 4 × 100 м. С этой командой Уайт также дважды улучшала мировой рекорд — в 1961 году на соревнованиях в Москве и на Олимпийских играх в Токио (второй рекорд, 43,9 с, был подтверждён IAAF в 1966 году после того, как участница завоевавшей золотые медали сборной Польши Ева Клобуковская не прошла тест на определение пола и показанный этой командой в финальном забеге результат 43,6 с был аннулирован). На Панамериканских играх 1963 года в Сан-Паулу Уайт стала двукратной чемпионкой — в прыжке в длину и в эстафете, а через четыре года в Виннипеге завоевала ещё одну бронзу в прыжке в длину. Она в общей сложности завоевала 13 титулов чемпионки страны в прыжке в длину на открытых стадионах и в помещениях, в том числе 9 подряд, и 7 раз улучшила рекорд США.
Окончив активную карьеру, Уайт продолжила работу в спорте как тренер и персональный менеджер. В качестве тренера она, в частности, участвовала в Кубке мира 1981 года, а также была главным тренером на Олимпийском фестивале США 1994 года. В 1991 году она учредила Фонд Уилли Уайт, под эгидой которого действуют детские спортивные и воспитательные программы.
Брак Уайт, в котором не было детей, окончился разводом. Она умерла от рака поджелудочной железы в 2007 году в возрасте 67 лет.

## Признание заслуг
В 1999 году журнал Sports Illustrated for Women включил Уилли Уайт в список 100 величайших спортсменок XX века. Её имя при жизни было включено в списки 11 залов славы, среди которых:
- Зал славы чёрного спорта (1973)[11];
- Зал славы лёгкой атлетики США (1981)[8];
- Зал спортивной славы Миссисипи (1981)[12];
- Зал Олимпийской и Паралимпийской славы США (2009)[6];
- Зал славы Фонда женского спорта[8];
- Национальный зал славы школьной лёгкой атлетики[7].